# Ravna gora
Ravna gora (v srbské cyrilici Равна гора) je hora v západním Srbsku, v blízkosti města Gornji Milanovac a hory Suvobor.

## Popis hory
Samotný vrchol tvoří horniny serpentinit z větší části a z menší části potom vápenec. Vrcholní část hory je víceméně lysá a tvoří ji různé louky a pastviny; údolí potoků, které směřují od vrcholu kopce jsou obrostlé různými typy lesů. Historicky se místní obyvatelstvo věnovalo chovu dobytka, do roku 1941 se zde nacházelo okolo 120 salaší. Většina z nich patřila obyvatelům nedaleké vesnice Koštunići. Většina místního obyvatelstva se však v 2. polovině 20. století odstěhovala do měst, nebo se začala živit jiným způsobem.
V blízkosti hory se nachází také Mokrá jeskyně s 15 m širokým a 4,5 m vysokým vstupem. Svůj název má podle potoka, který z ní vytéká.

## Význam
Ravna gora je známá především jako místo, kde dne 28. dubna 1941 zbytky jugoslávské královské armády pod vedením Dragoljuba Mihailoviće zformovaly Jugoslávské vojsko ve vlasti. Hlavní štáb četnické armády se zde nacházel po celý rok 1941.
Pro četnické hnutí se jedná o významné místo. V 90. letech 20. století zde byl vybudován památník. V 90. letech se během jugoslávských válek na vrcholu hory často shromažďovali zástupci různých nacionalistických a velkosrbských hnutí. Pravidelná setkání na Ravné hoře organizuje Srbské hnutí obnovy. Od roku 1995 se zde nachází také pravoslavný kostel sv. Jiří.
Sympatizanti četniků jsou dnes na Balkáně označováni alternativně a pohrdavě též jako Ravnogorci. Hora má svůj název podle rovného vrcholu (jedná se de facto o stolovou horu[zdroj?]).